# Next (programa de televisión)
Next fue un programa de la cadena MTV. Estaba realizado especialmente para solteros y solteras que buscaban  conseguir pareja.

## Temática
La temática consiste en elegir un chico o chica que busque pareja, pero que tenga a la vez buenos criterios de elección. Luego, la producción se encarga de encontrar a cinco personas candidatas con perfiles iguales, los suben a un autobús donde se conocen y conviven entre ellos y los llevan hasta el lugar donde los espera el participante.
Uno a uno van bajando los candidatos, si al participante le agrada la persona, lo invitará a realizar alguna actividad, plan o cita que es planeado por sí mismo. A medida que pasa el tiempo si al participante no le convence el candidato, ve que no le atrae, no le gusta o simplemente no tienen mucho en común, entre muchos otros motivos, éste dirá en cualquier momento la palabra Next ("siguiente o próximo" en inglés) para descartarlo de sus aspirantes y así dar paso al siguiente concursante.
Sin embargo la eliminación tiene un consuelo, ya que por cada minuto que haya durado la cita con cada uno se le otorga al concursante descartado 1$ (1€ en la versión española y 500$ en la versión chilena) y a medida que los candidatos vayan pasando el tiempo con el concursante, estos ganarán dinero.
Si al final de la cita, el o la participante elige a uno de los concursantes, éste tendrá derecho a elegir una segunda cita, o quedarse con el dinero acumulado; si elige otra cita, ésta se realiza sin ganar dinero y ajena al programa.
La cita también puede ser entre personas del mismo sexo (un chico que busca salir con otro chico, así como también una chica que busca salir con otra chica).

## En España
En España se ha realizado una versión de Next, producida por Zebra Producciones y emitida a través del canal Neox. Ésta se estrenó el 31 de mayo de 2010. Además, en 2011, esta cadena emitió también la versión estadounidense.

## En Latinoamérica
Existe una versión chilena de Next transmitida por Mega desde el 22 de septiembre de 2008, en la cual participan preferentemente jóvenes chilenos.
Existe una versión peruana de Next que se transmitirá por ATV

## Programas relacionados
- MTV Exposed